# Daniel Mays
Daniel Alan Mays (n. Essex, Reino Unido, 31 de marzo de 1978) es un actor británico conocido por sus numerosos papeles en cine y televisión.

## Primeros años
Mays nació en Essex, Reino Unido, el 31 de marzo de 1978, el tercero de cuatro hermanos. Mays se crio en Buckhurst Hill, Essex, con su padre, electricista, y su madre, cajera bancaria. Asistió a la Italia Conti Academy of Theatre Arts antes de ir a la Royal Academy of Dramatic Art.

## Carrera
Después de graduarse de la RADA, en el 2000, Mays comenzó a aparecer en una serie de papeles secundarios que van desde un pequeño papel en la telenovela EastEnders en 2000 hasta el papel de un piloto en la película de gran presupuesto producida por Jerry Bruckheimer Pearl Harbor en 2001. Fue elegido para la película de Mike Leigh All or Nothing (2002) como Jason, y también apareció en el siguiente proyecto de Leigh, Vera Drake (2004), donde interpretó a Sid, el hijo de la protagonista. Sus actuaciones para Leigh dieron lugar a nuevas ofertas de trabajo.
Mays ha seguido trabajando con regularidad, y ha aparecido en una gran variedad de producciones, entre ellas: Top Buzzer (2004), el papel principal de Carter Krantz en Funland (2005), así como apariciones en las películas Atonement (2007), White Girl (2008) y The Bank Job (2008).
Tuvo un papel en la película de Steven Spielberg Las aventuras de Tintín: el secreto del Unicornio interpretando a Allan.

## Vida personal
Mays tiene un hijo pequeño, Mylo Burton-Mays: y vive en Crouch End, Norte de Londres, y es aficionado al fútbol.

## Filmografía

### Películas
| Año  | Película                                          | Papel               | Notas |
| ---- | ------------------------------------------------- | ------------------- | ----- |
| 2001 | Skin Deep                                         | Flashback youth     |       |
| 2001 | Pearl Harbor                                      | Piloto n.º 3        |       |
| 2002 | All or Nothing                                    | Jason               |       |
| 2004 | Vera Drake                                        | Sid                 |       |
| 2005 | The Secret Life of Words                          | Martin              |       |
| 2005 | The Best Man                                      | Chico de la piscina |       |
| 2006 | Middletown                                        | Jim Hunter          |       |
| 2006 | A Good Year                                       | Bert                |       |
| 2007 | Atonement                                         | Tommy Nettle        |       |
| 2008 | The Bank Job                                      | Dave Shilling       |       |
| 2008 | Shifty                                            | Chris               |       |
| 2008 | Bitter                                            | Sin creditar        |       |
| 2009 | Mr. Nobody                                        | Young journalist    |       |
| 2009 | The Firm                                          | Yeti                |       |
| 2010 | Nanny McPhee and the Big Bang                     | Blenkinsop          |       |
| 2010 | Hippie Hippie Shake                               | Widgery             |       |
| 2010 | Made in Dagenham                                  | Eddie               |       |
| 2010 | No One Gets Off in This Town                      |                     |       |
| 2011 | Las aventuras de Tintín: el secreto del Unicornio | Allan               |       |
| 2012 | Byzantium                                         | Noel                |       |
| 2013 | Welcome to the Punch                              | Nathan Bartnick     |       |
| 2016 | Dad's Army                                        | Soldado Walker      |       |
| 2016 | Los misteriosos asesinatos de Limehouse           | George Flood        |       |
| 2019 | 1917                                              | Sargento Sanders    |       |
| 2023 | Chicken Run: Dawn of the Nugget                   | Fetcher             |       |

### Televisión
| Año  | Serie                                    | Papel                | Notas                           |
| ---- | ---------------------------------------- | -------------------- | ------------------------------- |
| 1995 | Fist of Fun                              | Patrick Murphy       | Episodios 2.5–2.6               |
| 2000 | EastEnders                               | Kevin                | 2 episodios                     |
| 2001 | In Deep                                  | Dave Street          | Episodio: "Ghost Squad: Part 1" |
| 2001 | The Bill                                 | Warren Debdale       | Episodio: "Temptation"          |
| 2002 | Manchild                                 | Mecánico             | Episodio: "Fiftysomething"      |
| 2002 | NCS Manhunt                              | Danny Bird           | Episodios 1.1 and 1.6           |
| 2002 | Dead Casual                              | Sin creditar         | Película para la televisión     |
| 2002 | Tipping the Velvet                       | Jimmy Burns          |                                 |
| 2003 | Rehab                                    | Adam                 | Película para la televisión     |
| 2004 | Top Buzzer                               | Carlton              | 10 episodios                    |
| 2004 | Keen Eddie                               | Ronnie Wiggensey Jr. | Episodio: "Sticky Fingers"      |
| 2005 | Beneath the Skin                         | Moz Burnside         | Película para la televisión     |
| 2005 | Class of '76                             | DS Steven Grant      |                                 |
| 2005 | Funland                                  | Carter Krantz        | Appeared in all 11 episodes     |
| 2007 | Consent                                  | Steve                |                                 |
| 2007 | Saddam's Tribe                           | Uday                 | Película para la televisión     |
| 2007 | Half Broken Things                       | Michael              | Película para la televisión     |
| 2008 | White Girl                               | Steve                | Película para la televisión     |
| 2008 | Consuming Passion                        | Charles Boon         | Película para la televisión     |
| 2009 | Plus One                                 | Rob Black            | 5 episodios                     |
| 2009 | Red Riding: In the Year of Our Lord 1983 | Michael Myshkin      |                                 |
| 2009 | The Street                               | Mark                 | Episodio 3.2                    |
| 2010 | Hustle                                   | Mervyn Lloyd         | Episodio: "Conned Out of Luck"  |
| 2010 | Ashes to Ashes                           | Jim Keats            | 8 episodios                     |
| 2011 | Outcasts                                 | Cass Cromwell        |                                 |
| 2011 | Doctor Who                               | Alex                 | Episodio: "Terrores nocturnos"  |
| 2012 | Treasure Island                          | Doctor Livesey       | Mini-drama                      |
| 2012 | Public Enemies                           | Eddie Mottram        |                                 |
| 2012 | Mrs Biggs                                | Ronnie Biggs         |                                 |